# VAM Design Center

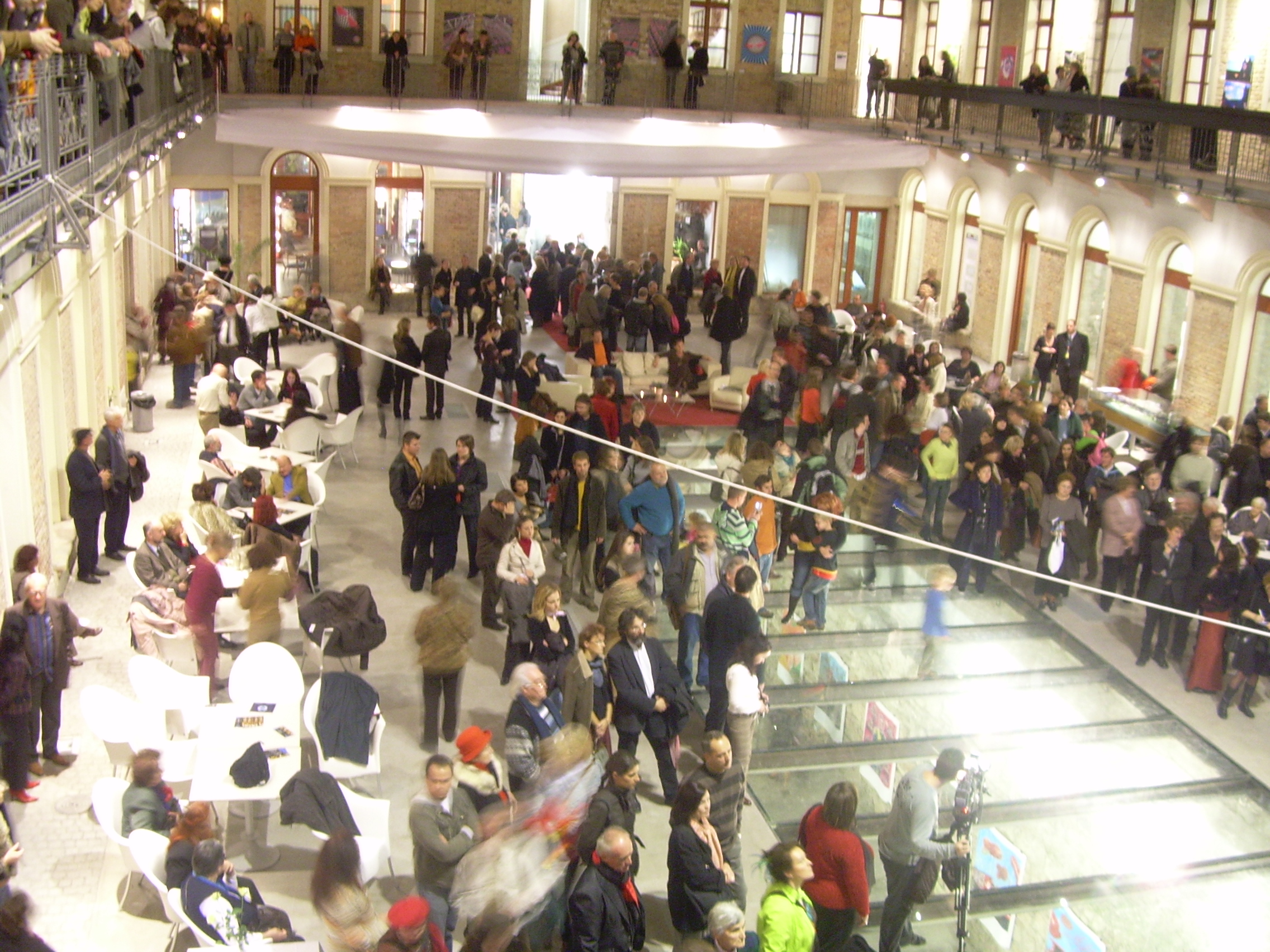
VAM Design Center, 52 Kortárs Művész

A VAM Design Center multikulturális épületkomplexum Budapest VI. kerületében, a Király utca 26. alatt. 11 500 m² az épület alapterülete, melyben huszonhét iroda, műterem kap helyet. Igazgatója Vincze Miklós.
Az 5000 m² kiállítótér szakvásároknak, konferenciáknak, gálavacsoráknak, fogadásoknak és művészeti kiállításoknak ad otthont. Egy légtérben akár 600 fő vehet részt a rendezvényeken és ezen kívül akár 12 db 250 fős szekcióterem is kialakítható. Digitális nyomtató központ is segíti a 27 iroda valamelyikében állandó vagy időszakos szervező munkát végző társaságot. A design center egyik állandó tárlata a VAM Design Gyűjtemény, amely több mint 130 remekművet tartalmaz az elmúlt több mint 100 év design-történelméből, köztük a pécsi születésű Breuer Marcell alkotásait is.
Kortárs képzőművészeti gyűjteménye, illetve designbútor gyűjteménye folyamatosan rendelkezésre áll, rendszeresen otthont ad divateseményeknek (pl. Marie Claire Fashion Days - 2011), folyamatosan új kiállításokat hoz Budapestre (pl. Caesar - 2011) és rendkívüli összefogással megérkezett a legújabb átfogó tárlata, egy a Mexikót bemutató 'México Ilustrado' gyűjtemény, kiegészítve Pal Kepenyes világhírű szobrász és ékszerkészítő mester remekműveivel, valamint Bertók Éva misztikus prekolumbiai lámpacsodáival. 

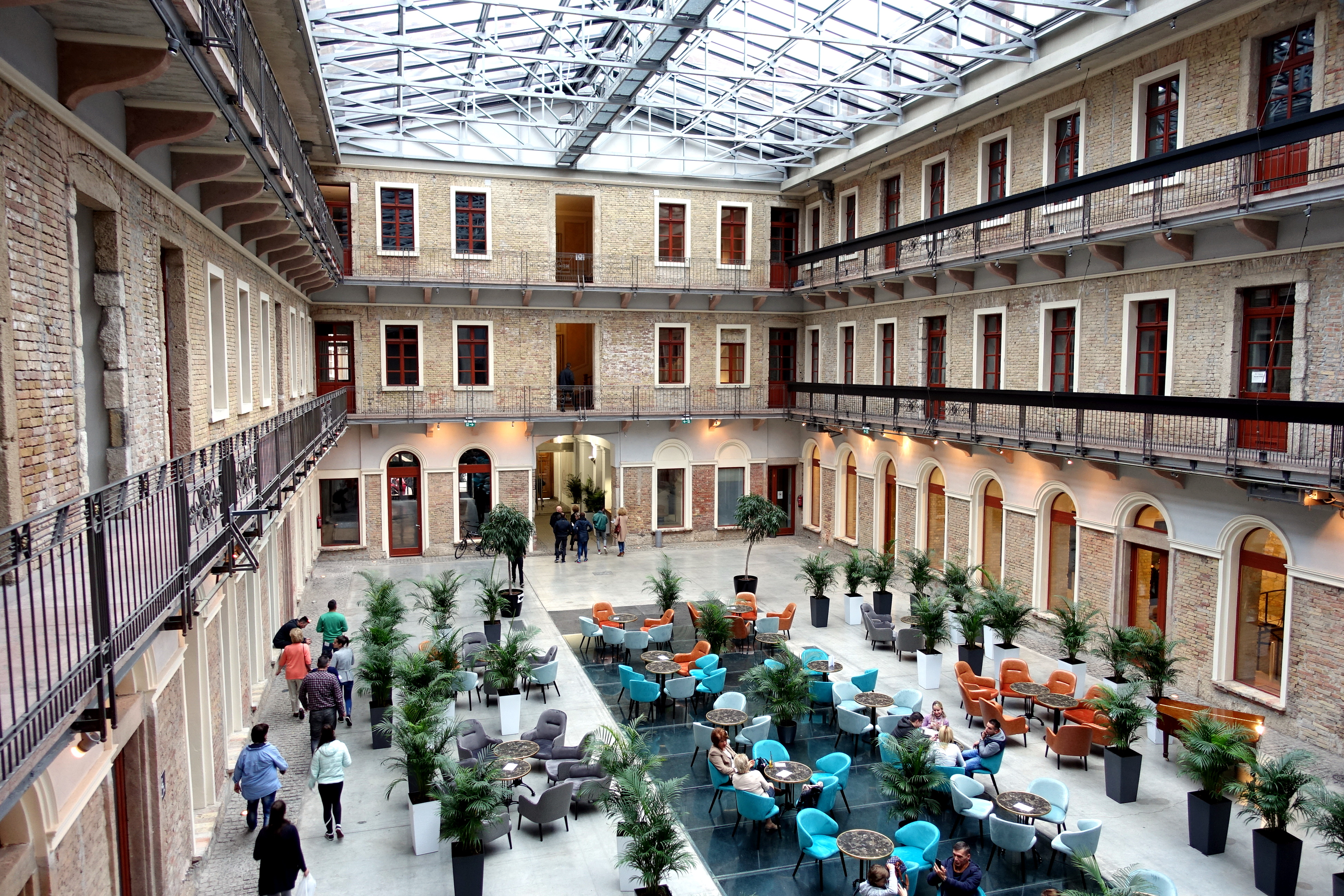
VAM Design Center

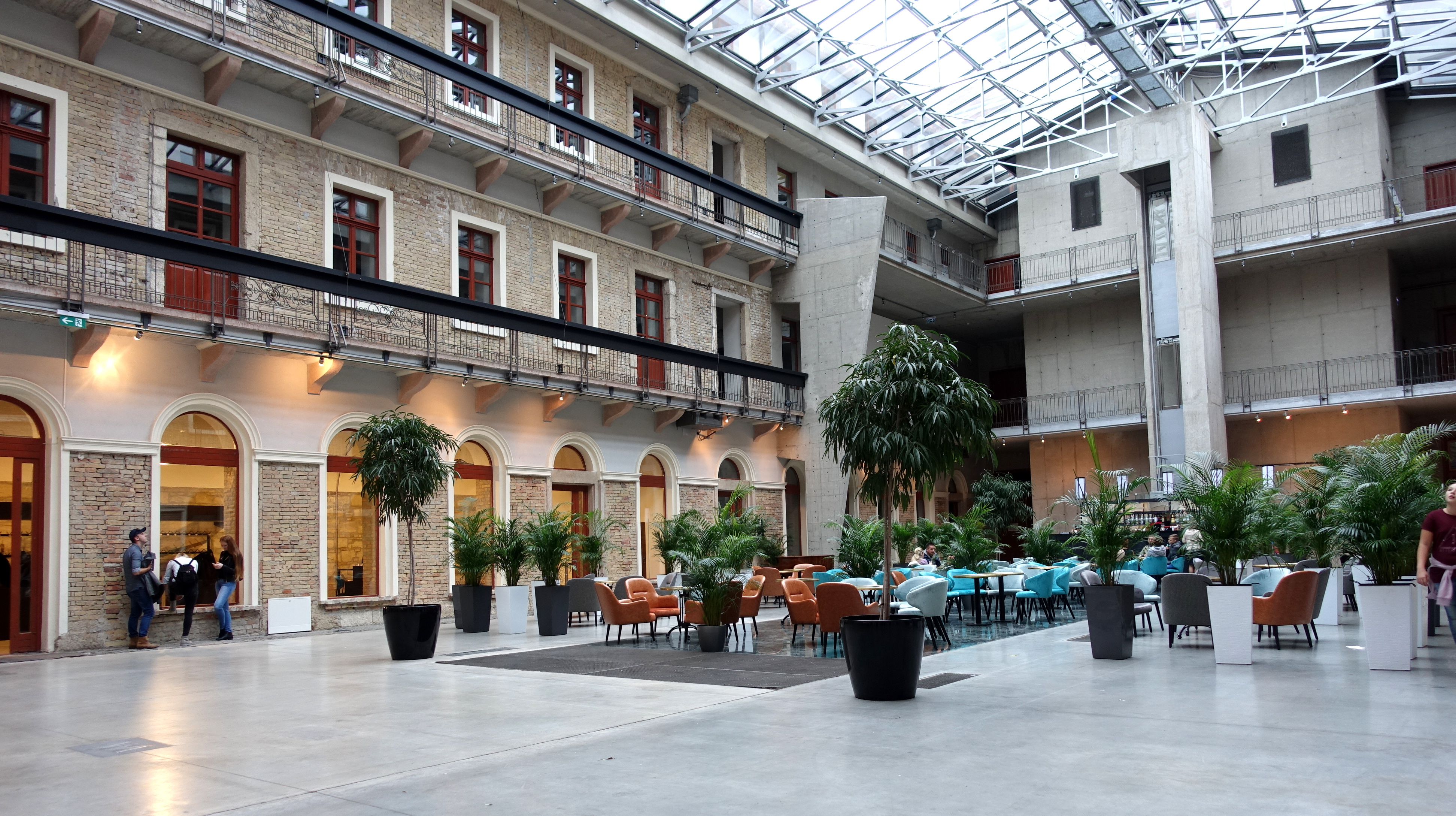
VAM Design Center

## Tárlatok
- Frank O. Gehry: Design és építészet. A Vitra Design Múzeum kiállítása, Weil am Rheim, Németország. 1996. június 8-július 28.
- 2.János Pál PÁPA "story" (2008)
- Az emberi test (Bodies, 2008)
- VAM art projekt:art friss (2008)
- A legvidámabb barak:a  magyar történelem egy korszaka (2009)
- Tutanhamon kincse (2009)
- Lost relikviák (2010)
- Leonardó életmű (2010)
- Terrakotta army :az Első Kínai Császár Agyaghadserege (2011)
- Caesar (2011)
- México Ilustrado (2011).
- Game On - a játék élmény

## Külső hivatkozások
- vamdesign.hu
- VAM Design a Facebookon
- Panoráma fotó

a VAM Design Center a youtube-on:
- Az épület története.
- Bemutató.

Karitatív tevékenység:
- A rákellenes liga együttműködésével
- Nemzeti Média Kerekasztal

index.hu cikkek a VAM-Design kortárs művészekkel való együttműködéséről:
- A kezdetek.
- Mi újság a VAM Design-ben 2009 januárjában?

„Graffiti-ügy” vs. műemléki épület rongálása:
- Így védünk egy rongálót avagy egy "művésznek" mindent szabad.

A VAM Design válasza az előbbi cikkre:
- VAM Design olvasói levél.

Még több vélemény a graffitiről:
- Martinkó József cikke véleményekkel Archiválva 2017. június 1-i dátummal a Wayback Machine-ben